# Zavolžsk
Zavolžsk (rusky Заволжск) je město v Ivanovské oblasti Ruské federace. Při sčítání lidu v roce 2010 měl přes dvanáct tisíc obyvatel.

## Poloha
Zavolžsk leží na levém břehu Volhy naproti Kiněšmě. Od Ivanova, správního střediska oblasti, je vzdálen přibližně 110 kilometrů na severovýchod.

## Dějiny
Zavolžsk původně vznikl jako součást Kiněšmy položená „za Volhou“. Osamostatnil se v roce 1934 a městem se stal v roce 1954.